# 르상티망
르상티망(ressentiment 프랑스어 발음: [rɛsɑ̃timɑ̃])은 원한(영어: resentment)을 뜻하는 프랑스어 단어이다. 어원은 라틴어의 접두사 "다시", 그리고 감정을 "느낌"으로 분석될 수 있다.
프리드리히 니체는 인간의 본성 중 하나인 약한 입장의 사람(약자)이 강자에 대해 갖는 질투, 원한, 열등감 등의 감정인 시기심을 르상티망이라는 용어로 정리했다. 철학과 심리학에서, 실존주의 철학자들에게 특히 관심 있었던 개념이다.
실존주의자들에 따르면, 좌절감은 좌절감의 원인, 즉 자신의 좌절에 대한 책임 부여로 확인되는 것에 대한 적대감이다. "원인"에 직면한 약점이나 열등감, 그리고 질투심은 불만의 원인을 공격하거나 부정하는 거부/정당화 가치 체계 또는 도덕성을 만든다. 이 가치 체계는 선망의 원천을 객관적으로 열등한 것으로 식별함으로써 자신의 약점을 정당화하는 수단으로 사용되며, 분개한 사람이 자신의 불안정과 결함을 극복하지 못하게 하는 방어 기제로 작용한다. 자아는 자신을 보잘것없는 것으로부터 단절시키기 위해 적을 만든다.

## 같이 보기
- 페터 슬로터다이크
- 헬무트 쉐크
- 심리 투영
- 희생양